# Грязнуха (приток Узы)
Грязнуха — река в России, протекает по Балтайскому и Базарно-Карабулакскому районам Саратовской области. Длина реки составляет 27 км. Площадь водосборного бассейна — 235 км².
Начинается у границы Саратовской и Пензенской областей. Течёт сначала на юг по местности, местами открытой, местами поросшей лесами. Протекает через сёла Кикино, Пилюгино, Алентьевка, Белый Ключ, затем отклоняется к юго-западу. Течёт мимо сёл Биклей и Большая Гусиха. Устье реки находится в 148 км по правому берегу реки Уза.

## Данные водного реестра
По данным государственного водного реестра России относится к Верхневолжскому бассейновому округу, водохозяйственный участок реки — Сура от истока до Сурского гидроузла, речной подбассейн реки — Сура. Речной бассейн реки — (Верхняя) Волга до Куйбышевского водохранилища (без бассейна Оки).
Код объекта в государственном водном реестре — 08010500112110000035635.